# صالح زبيري (الهايي)
صالح زبيري (بالفارسية: صالح زباری) هي قرية وتقع في إيران في قسم الهايي الريفي. يقدر عدد سكانها بـ 216 نسمة بحسب إحصاء 2016.